# Robyn
Robin Miriam Carlsson (sinh ngày 12 tháng 6 năm 1979) còn được biết đến với nghệ danh Robyn, là một nữ nghệ sĩ thu âm người Thụy Điển. Robyn bắt đầu sự nghiệp ca hát vào năm 16 tuổi khi ký hợp đồng cùng hãng RCA Records vào năm 1994. Cô trở nên nổi danh bởi bài hát ăn khách toàn cầu "Do You Know (What It Takes)" trích từ album đầu tay Robyn Is Here (1997). Sau thành công tại Anh Quốc của "With Every Heartbeat" và album phát hành quốc tế Robyn (2005), cô cho ra mắt bộ ba album Body Talk Pt. 1, Body Talk Pt. 2 và Body Talk vào năm 2010. Trong đó, "Dancing on My Own" trở thành đĩa đơn ăn khách toàn cầu và giành một đề cử cho Giải Grammy lần thứ 53 cho hạng mục "Thu âm nhạc dance xuất sắc nhất".

## Danh sách đĩa nhạc
- Robyn Is Here (1995)
- My Truth (1999)
- Don't Stop the Music (2002)
- Robyn (2005)
- Body Talk Pt. 1 (2010)
- Body Talk Pt. 2 (2010)
- Body Talk (2010)
- Honey (2018)